# Сатоси Адзути
Сатоси Адзути (Адзути Сатоси, яп. 安土敏, англ. Satoshi Azuchi, род. 1937) — японский писатель, бизнесмен.
Родился в Токио 12 июля 1937 года. Настоящее имя Синъя Араи (яп. 荒井伸也, англ. Shinya Arai). В 1956 году окончил школу. В 1960 году окончил с отличием Токийский университет и устроился на работу в Sumitomo Corporation. В 1970 году устраивается в магазин Summit Store (позже Summit). В 1981 году дебютирует с романом «Novel Distribution Industry», позже название изменено на «Supermarket» (Супермаркет).
В романе:
на фоне перипетий в развитии центрального супермаркета крупной компании разгораются нешуточные страсти в жизни её сотрудников. Здесь есть и черная зависть, и всепобеждающая любовь, безумная алчность, громкие семейные скандалы, дерзкие преступления и искусные разоблачения... Долг семьянина и ответственность топ-менеджера переплетаются в судьбе главного героя, вынуждая его изо дня в день решать сложные психологические задачи. Сохранить теплое местечко на прежней работе - или рискнуть благосостоянием и начать карьеру с чистого листа? Выйти сухим из воды, остаться ни при чём - или, вступив в сделку с совестью, спасти родную компанию от банкротства? Остаться с женой ради детей, соблюсти приличия - или очутиться наконец рядом с той Единственной, о которой страстно мечтаешь? Это роман о долге, чести и верности - семье, фирме, себе самому.
В 1983 году повышен до старшего управляющего директора. В 1988 вице-президент. Начинает писать статьи в бизнес журнале «Nikkei». В 1994 году стал президентом компании. В 1996 году по роману «Супермаркет» был снят фильм «Supermarket Woman». В 2001 году был назначен председателем правления компании, также стал президентом всеяпонской Ассоциации супермаркетов (All Japan Suwa Market Association). В 2003 году ему была вручена Медаль почёта и он стал высшим советником компании. В 2004 году покинул компанию. С мая 2006 года председателеь всеяпонской Ассоциации супермаркетов (All Japan Suwa Market Association), специальный советник всеяпонской ассоциации магазинов (Japan Chain Stores Association), а также президент общества ритейлеров.